# 코마츠 미호 WONDERFUL WORLD ~SINGLE REMIXES & MORE~
《코마츠 미호 WONDERFUL WORLD : SINGLE REMIXES & MORE》(일본어: 小松未歩 WONDERFUL WORLD 〜SINGLE REMIXES & MORE こまつみほ ワンダフル ワールド シングル リミキシーズ アンド モア[*])는 코마츠 미호의 리믹스 음반이다.

## 내용
- 데뷔곡 〈수수께끼〉부터 당시의 최신 싱글곡 〈dance〉까지의 16개의 싱글곡을 리믹스해서 수록한 첫 리믹스 음반이다. 17번째 싱글 〈mysterious love〉와 동시 발매됐다. 리믹스 베스트 음반라고 평가되는 적도 있었다.
- 전 PAMELAH의 오자와 마사즈미나 DJ ME-YA 등의 신에서 활약하는 자에서 무명한 자, 게다가 해외의 크리에이터까지, 폭 넓은 크리에이터가 악곡 리믹스를 맡고 있다.
- 오리콘 첫 등장 20위를 기록하며, 음반으로는 마지막의 톱 20에 들어가게 되는 작품이 됐다.

## 수록곡
- 전체 작사 · 작곡: 코마츠 미호

1. 빛나는 별 (M-oZ filter mix)(輝ける星 <M-oZ filter mix>)
2번째 싱글의 리믹스
2. anybody's game (night clubbers mix)
4번째 싱글의 리믹스
3. 당신이 있으니까 (lightin' grooves never wanna stop mix)({{lang|ja|あなたがいるから <lightin' grooves never wanna stop mix>
10번째 싱글의 리믹스
4. dance (DJ ME-YA's all night remix feat. RIPTRAP)
16번째 싱글의 리믹스
5. 바라는게 하나 있어 (moon light night mix)(願い事ひとつだけ)
3번째 싱글의 리믹스
6. 바람이 불어오는 곳 (Bootee's electro dub mix radio edit)(風がそよぐ場所 <Bootee's electro dub mix radio edit>)
9번째 싱글의 리믹스
7. 이별의 조각 (shooting star mix)(さよならのかけら <shooting star mix>)
7thシングルのリミックス
8. 사랑해... (thick mist. thick mix)(愛してる... <thick mist. thick mix>)
15번째 싱글의 리믹스
9. 최후의 요새 (DJ ME-YA's boogie down remix)(さいごの砦 <DJ ME-YA's boogie down remix>)
14번째 싱글의 리믹스
10. Love gone (versión : esta nevando)
12번째 싱글의 리믹스
11. 최단거리에 (Cay Taylan's paradise diskko dub mix radio edit)(最短距離で <Cay Taylan's paradise diskko dub mix radio edit>)
8번째 싱글의 리믹스
12. 수수께끼 (HIROSHI's secret of life mix)(謎 <HIROSHI's secret of life mix>)
1번째 싱글의 리믹스
13. 얼음 위에 서 있는 것처럼 (night clubbers mix)(氷の上に立つように <night clubbers mix>)
6번째 싱글의 리믹스
14. 찬스 (S9 remix radio edit)(チャンス <S9 remix radio edit>)
5번째 싱글의 리믹스
15. 머무르지 않는 사랑 (hagy mix)(とどまることのない愛 <hagy mix>)
13번째 싱글의 리믹스
16. 그대의 눈동자에는 비치지 않아 (lightin' grooves light on the disco mix)(君の瞳には映らない <lightin' grooves light on the disco mix>)
11번째 싱글의 리믹스

## 같이 보기
- 코마츠 미호